# جورج دانكل
جورج كاسبر أدولف ماريا بروسبير دانكل (بالإنجليزية: George Casper Adolph Maria Prosper Dankel) (6 مارس 1864 – 31 مايو 1926) كان سياسيًا أستراليًا، ويُعد من أوائل أعضاء مجلس النواب الأسترالي الذين لم يكونوا من أصول تنتمي إلى المملكة المتحدة، وذلك خلال القرن التاسع عشر.

## الخلفية
وُلد دانكل في ألمانيا (التي كانت حينها جزءًا من بروسيا)، وهاجر لاحقًا إلى أستراليا، حيث اندمج في الحياة العامة وساهم في النشاط السياسي الأسترالي. تعكس مسيرته التعدد الثقافي الذي بدأ يظهر في الحياة السياسية الأسترالية أواخر القرن التاسع عشر وبداية القرن العشرين.

## الحياة السياسية
انضم دانكل في بداياته إلى الحزب العمالي الأسترالي، وانتُخب عضوًا في مجلس النواب الأسترالي عن إحدى الدوائر في جنوب أستراليا. ولاحقًا، انضم إلى الحزب الوطني الأسترالي في سياق التحولات السياسية التي تلت الحرب العالمية الأولى.
تميزت فترة خدمته بدعمه لقضايا الطبقة العاملة، إلى جانب تبنيه سياسات معتدلة تجمع بين القيم التقدمية والحس الوطني الأسترالي.

## الوفاة
توفي جورج دانكل في 31 مايو 1926، بعد مسيرة سياسية حافلة تُذكر في تاريخ البرلمان الأسترالي كمثال مبكر على تمثيل المهاجرين غير البريطانيين في الحياة النيابية الوطنية.